# Gremio dei pastori

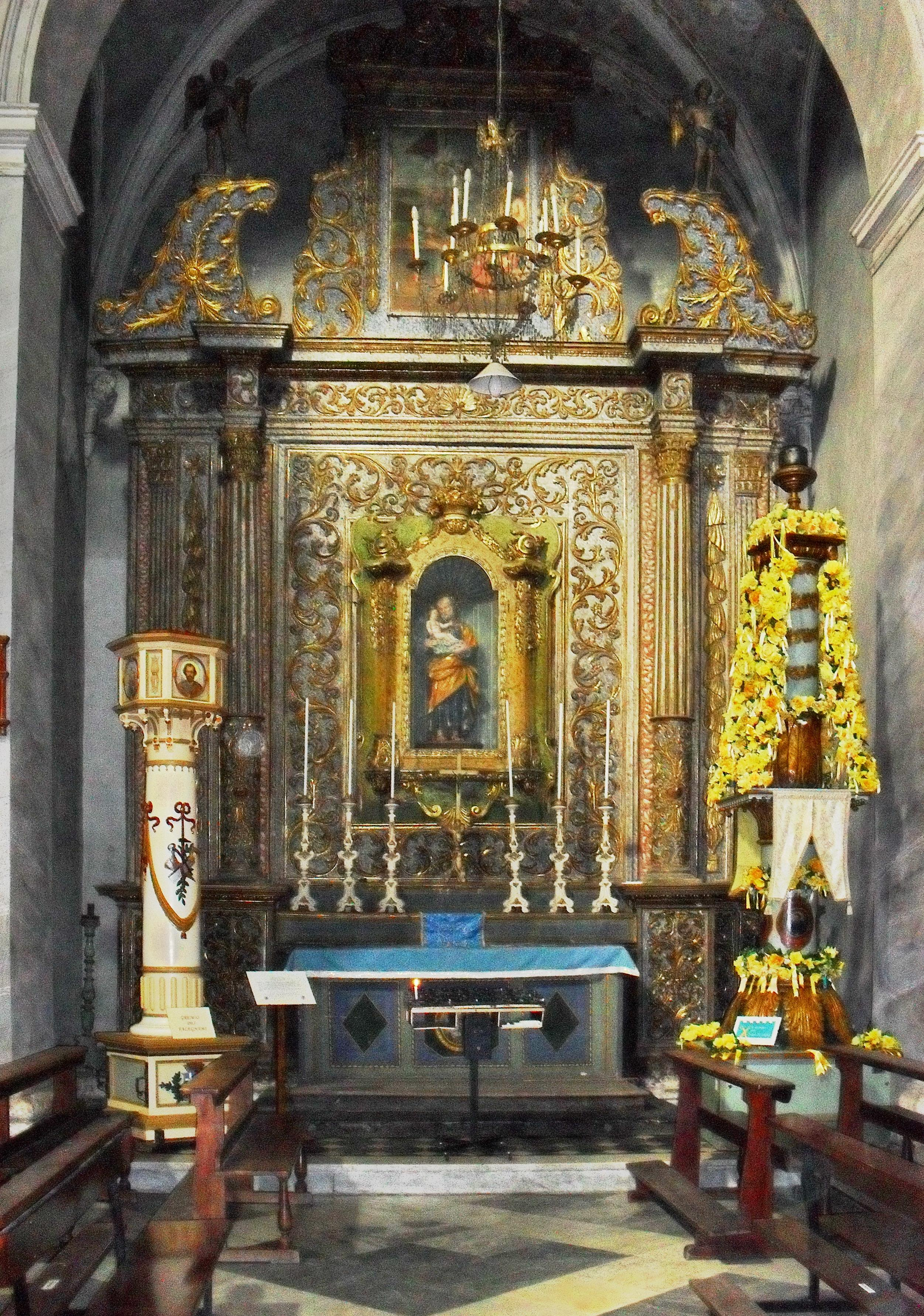
Cappella di san Giuseppe, chiesa di Santa Maria di Betlem in Sassari. Assegnata oggi al gremio dei falegnami era in origine dei Pastori.

Il gremio dei Pastori è stata un'antica corporazione di Arti e Mestieri della città di Sassari.

## Notizie Storiche
Il Gremio si è sciolto in coincidenza con il calo dell'attività allevatoria nell'agro sassarese.
Nell'ordinanza del 1531 il gremio è presente nell'ordine di discesa e di entrata in chiesa.
Era il sesto candeliere su otto ad entrare a Santa Maria.
Verso la fine del '600 un memoriale redatto per il Viceré il gremio viene segnalato come primo a scendere a Santa Maria (dunque ultimo a entrare in chiesa).
Il gremio si sciolse al termine del XIX secolo tuttavia il suo candeliere e la sua cappella non sono andati perduti.

### Cappella
- La cappella di San Giuseppe è stata assegnata al Gremio dei falegnami. In documenti del 'Settecento, però, troviamo che questa cappella nello stesso sito era titolata a S. Stefano e non a S. Giuseppe. Dopo i restauri e trasformazione della stessa chiesa eseguiti dall'architetto Fra Antonio Cano negli anni 1829-1834, i pastori riottennero la cappella nello stesso luogo dove si trova oggi quella della Mercede.
- Altre versioni invece vogliono la cappella del gremio dedicata a Santo Stefano nel chiostro del convento si Santa Maria, Successivamente spostata all' interno della chiesa dove si trovava la cappella della Mercede e infine trasferita nel collegio dei Gesuiti insieme al cambio del patrono che è diventato San Rocco.[1]

### Candeliere
Come quello dei carradori anche il candeliere dei pastori è stato riassegnato, è infatti oggi portato in processione dal Gremio dei contadini ed è uno dei più antichi a scendere.

#### Patrono
È verosimile che i Pastori in momenti diversi abbiano avuto due patroni:
- Santo Stefano era l'originario.
- San Rocco dopo i rimaneggiamenti del periodo 1829-1834 a Santa Maria di Betlem

### Bandiera
La bandiera del gremio era di colore rosso.